# Coxyschans
De Coxyschans was een door de Spaansgezinden omstreeks 1600 gebouwde schans op de schorren in het toenmalige Coxysche Gat.
In 1604 werd de schans ingenomen door Prins Maurits. Ze werd reeds in 1620 verlaten, en daarna nam de zee geleidelijk aan bezit van het fort.
Tegenwoordig ligt hier de Diomedepolder, en de locatie van het fort is nabij de Maagdenbergweg.